# Augšpurský mír

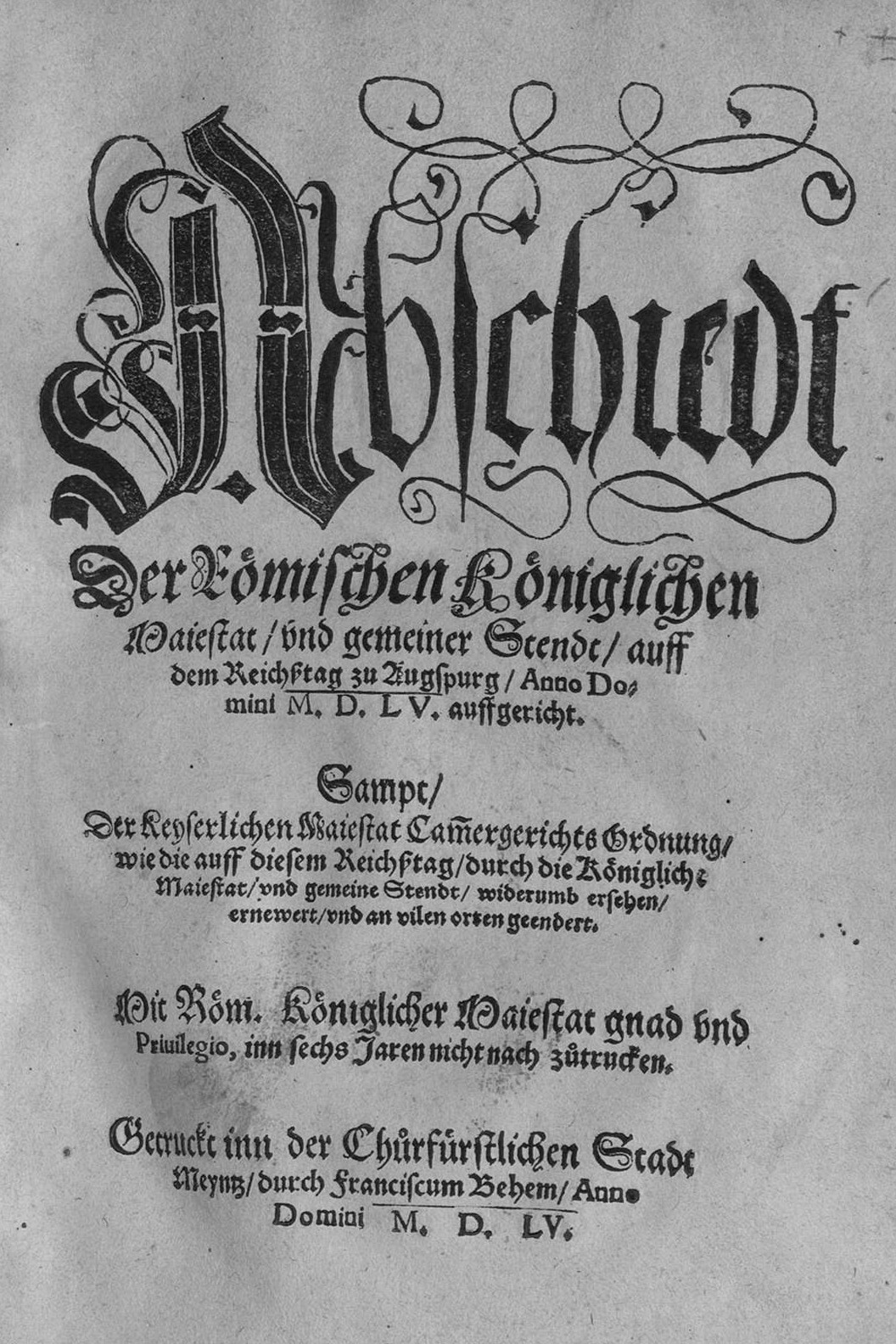
Titulní strana v Mohuči tištěného vydání

Augšpurský mír, či přesněji Augšpurský říšský a konfesní mír (německy Augsburger Reichs- und Religionsfrieden) je název mírové dohody přijaté císařem Karlem V. a říšskými knížaty na sněmu Svaté říše římské v Augsburgu dne 25. září 1555, kterou bylo ukončeno první období náboženských válek v Německu.
V této dohodě byla uznána náboženská svoboda ve formě zásady cuius regio, eius religio (čí země, toho náboženství), měšťané, duchovenstvo a šlechta měli možnost z náboženských důvodů emigrovat, poddaní nikoliv. Zároveň byla také potvrzena sekularizace (převedení církevního majetku do světských rukou) církevního majetku protestantskými knížaty do roku 1552.
Od roku 1650 se každoročně 8. srpna slaví Augsburský svátek míru.